# أبو العباس الأصم
محمد بن يعقوب بن يوسف بن معقل بن سنان الأموي بالولاء الشهير بـ أبو العباس الأَصَمّ، (247- 346 هـ / 861- 957 م)، محدّث من الثقات من أهل نيسابور، أبوه هو المحدّث أبو الفضل الورَّاق، وكان أبوه من أصحاب إسحاق بن راهويه، فارتحل به أبوه في البلاد لسماع الحديث. أُصيب بالصَّمَم وهو شابٌّ له بضع وعشرون سنة. وهو رواي كتاب الأم للشافعي؛ رواه عن شيخه الربيع بن سليمان، وروى كتاب السنن المبسوط لابن المنذر النيسابوري، وكان من أحسن الناس خطًّا، وكان مؤذّنًا فظلَّ يؤذن في مسجده سبعين سنة، توفي في نيسابور في 23 ربيع الآخر سنة 346هـ.

## طلبه للعلم
رحل به أبوه أبو الفضل الوراق على طريق أصبهان في سنة 265 هـ، فسمع بها، ثم حج، وسمع بمكة من: أحمد بن شيبان الرملي صاحب ابن عيينة، وسمع بمصر وعسقلان وبيروت ودمياط وطرسوس، فسمع من أبي أمية الطرسوسي، وسمع بحمص من محمد بن عوف، وأبي عتبة أحمد بن الفرج، وبالجزيرة من: محمد بن علي بن ميمون الرقي، وسمع مصنفات عبد الوهاب بن عطاء من يحيى بن أبي طالب، وسمع مصنفات زائدة و«السنن» لأبي إسحاق الفزاري عن أبي بكر الصاغاني، وسمع «العلل» لعلي بن المديني من أحمد بن حنبل، وسمع «معاني القرآن» من محمد بن الجهم السمري، وسمع «التاريخ» من عباس الدوري. ثم انصرف إلى خراسان، وهو ابن ثلاثين سنة.

## ثناء العلماء عليه
- قال ابن الجوزي:[2] «كان يورّق ويأكل من كسب يده، وحدّث ستا وسبعين سنة، سمع منه الآباء والأبناء والأحفاد.»
- قال ابن الأثير:[2] «كان ثقة أمينا»
- قال ابن أبي حاتم:[3] «ما بقي " لكتاب المبسوط " راو غير أبي العباس الوراق، وبلغنا أنه ثقة صدوق .»
- سئل ابن خزيمة عن سماع «كتاب المبسوط» من أبي العباس الأصم، فقال: «اسمعوا منه ; فإنه ثقة، قد رأيته يسمع مع أبيه بمصر، وأبوه يضبط سماعه .»
- قال الحاكم النيسابوري:[3] «حضرت أبا العباس يوما في مسجده، فخرج ليؤذن لصلاة العصر، فوقف موضع المئذنة، ثم قال بصوت عال، أخبرنا الربيع بن سليمان، أخبرنا الشافعي، ثم ضحك، وضحك الناس، ثم أذن .»
- وقال الحاكم النيسابوري أيضًا:[3] «سمعت الأصم، وقد خرج ونحن في مسجده، وقد امتدت السكة من الناس في ربيع الأول سنة أربع وأربعين وثلاثمائة .»

## وصلات خارجية
- مجموع فيه مصنفات أبي العباس الأصم وإسماعيل الصفار
- مقطع بعنوان المؤذن أبو العباس الأصم على يوتيوب
- معلومات الراوي أبو العباس الأصم